# M577
Il veicolo M577 è un carro comando derivato dal veicolo trasporto truppe (VTT) M113.
Il mezzo si presenta con il tetto rialzato per permettere di stare in piedi all'interno del veicolo, e con la possibilità di ampliare lo spazio con una tenda esterna. All'interno del veicolo trovano posto anche radio e generatori elettrici.
Esiste inoltre un'ulteriore variante, l'M1068 Standard Integrated Command Post System Carrier equipaggiato per i moderni sistemi automatici di comando e controllo dell'Esercito americano.
Il veicolo è anche capace di guadare corsi d'acqua con altezze massime di 1 metro.
In Italia è anche utilizzato come veicolo comando gruppo di artiglieria semovente.

## Ammodernamenti
M577A1sostituzione del motore a benzina con uno diesel dal 1964
M577A2nuove sospensioni con conseguente aumento del peso, dal 1979
M577A3dal 1994 nuovo motore e nuovi comandi per il pilota